# 高輪ゲートウェイ駅
高輪ゲートウェイ駅（たかなわゲートウェイえき）は、東京都港区港南二丁目にある、東日本旅客鉄道（JR東日本）の駅。

## 乗り入れ路線
線路名称上の所属路線は東海道本線であるが、当駅には同線の電車線である京浜東北線および山手線のみが停車し、列車線である東海道線は停車しない。JRの特定都区市内制度における「東京都区内」および「東京山手線内」に属する。
当駅には「 TGW 」のスリーレターコードが付与されている。
- 京浜東北線：電車線を走行する東海道本線・東北本線の近距離電車。横浜駅から根岸線への直通運転も実施している。 - 駅番号「JK 21」
- 山手線：電車線を走行する環状路線。 - 駅番号「JY 26」

## 歴史
JR東日本は2014年（平成26年）6月3日に田町駅から約1.3 km、品川駅から約0.9 km付近の位置に新駅を建設し、2020年（令和2年）の東京オリンピック・パラリンピック開催にあわせて暫定開業させる計画を発表した。用地に関しては、約20ヘクタールある東京総合車両センター田町センター（旧：田町車両センター）の設備や車両留置箇所の見直しによって創出される約13ヘクタールの再開発用地を利用するとした。新駅は都営浅草線・京急本線泉岳寺駅から300メートルほど南東の場所に位置する。新駅設置は、山手線では1971年（昭和46年）に開業した西日暮里駅以来、京浜東北線では2000年（平成12年）に開業したさいたま新都心駅以来となる。
2020年（令和2年）3月14日のダイヤ改正にあわせて開業。鉄道駅としての開業後も駅や周辺の開発整備を進め、2025年（令和7年）3月27日のTAKANAWA GATEWAY CITY第1期の街びらきと同時に「本開業」した。

### 駅名の決定
2018年（平成30年）6月にJR東日本が行った駅名の公募では64,052件、13,228種類の応募があり、1位が「高輪」で応募数は8,398件、2位が「芝浦」で4,265件、3位が「芝浜」で3,497件、4位が「新品川」と「泉岳寺」で同数の2,422件だった。正式駅名に採用された「高輪ゲートウェイ」は130位、応募数は36件であった。
決定した駅名について、世間からは反対意見が噴出した。オンライン署名サイト「Change.org」では駅名撤回を求める署名運動も行われ、2019年（平成31年）1月までに集まった47,930人分の署名が、コラムニストの能町みね子、地図研究家の今尾恵介、国語辞典編纂者の飯間浩明によってJR東日本に提出された。署名を受け取ったJR東日本は「現時点では駅名を変えるつもりはない」「駅名を変えるよりも浸透させる努力をする」と回答。JR東日本は「古来より街道が通じ江戸の玄関口「高輪大木戸」(Gateway) として賑わいをみせた地であり、歴史を受け継ぎ今後も交流拠点としての機能を担うことで、過去と未来、日本と世界、そして多くの人々をつなぐ結節点として、街全体の発展につながるようにとの願いを込めて選定した」とコメントしている。また、駅周辺の再開発エリアは「グローバルゲートウェイ品川」と名付けており、公募で1位であった「高輪」と、再開発コンセプトの「ゲートウェイ」を組み合わせたことによる。

### 年表
- 2014年（平成26年）6月3日：JR東日本が新駅設置の計画を発表[報道 4]。
- 2016年（平成28年）9月6日：当駅の概要を発表。当駅を品川再開発プロジェクト「グローバルゲートウェイ品川」の中核施設として位置づけた[報道 6]。
- 2017年（平成29年）2月10日：当駅の工事に着手[新聞 2][新聞 3]。
- 2018年（平成30年）
  - 6月5日 - 6月30日：駅名の公募が行われる[報道 7][報道 8]。JR東日本から駅名の公募を行うのは初[報道 8]。
  - 6月17日：京浜東北線南行の線路切換工事を実施し、南行（横浜方面）の線路が新駅予定地を通過するようになる[報道 9]。
  - 12月4日：駅名を「高輪ゲートウェイ駅」に決定[報道 5]。
- 2019年（令和元年）
  - 11月16日：新駅を挟んだ前後区間の山手線と京浜東北線を運休し、品川駅での駅改良工事と共に線路切換工事を実施[新聞 4][報道 10]。切換後は京浜東北線北行（東京方面）および山手線の電車も駅構内を通過するようになる[新聞 4][報道 10]。
  - 12月13日：「高輪ゲートウェイ」が東日本旅客鉄道により商標登録される（第6206454号）。
- 2020年（令和2年）
  - 3月14日：暫定開業[報道 1][新聞 1][新聞 16]。開業記念イベントは新型コロナウイルス感染症（COVID-19）の流行に伴う感染拡大防止のため見送り[新聞 17][新聞 16][新聞 18]。
  - 3月23日：駅構内の商業施設が開店[報道 11][報道 12]。駅ナカシェアオフィス「STATION WORK」のブース型「STATION BOOTH」が開設[報道 13][報道 14]。
  - 10月1日：当駅が2020年度（令和2年度）の「グッドデザイン賞」を受賞[報道 3]。
- 2025年（令和7年）3月27日：駅に隣接するTAKANAWA GATEWAY CITY第1期（THE LINKPILLAR 1 南北両棟）の街びらきに伴い、駅も全面開業[報道 2][注 6]。同時に発車メロディを変更。

工事中の様子
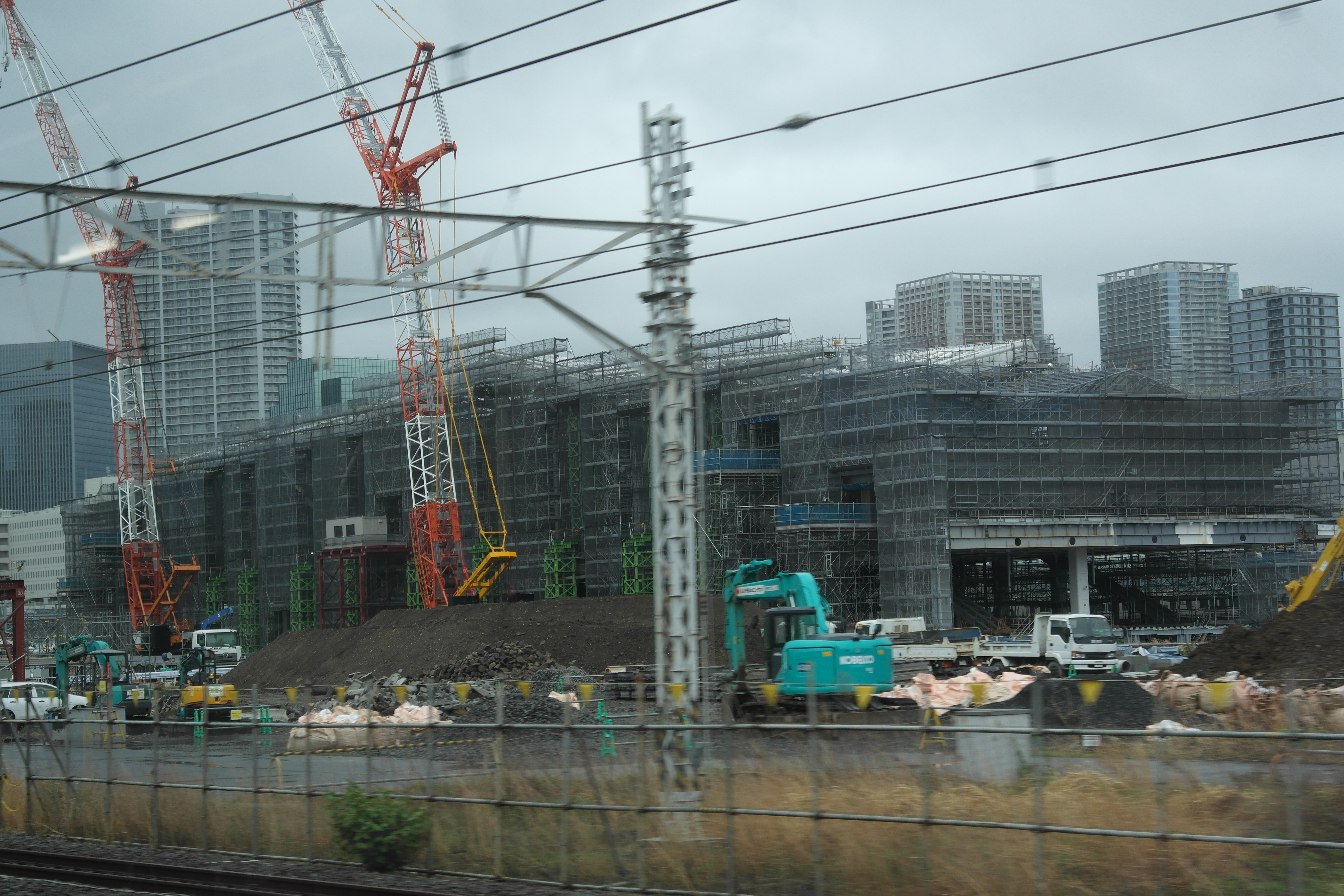
2018年4月撮影 駅舎工事
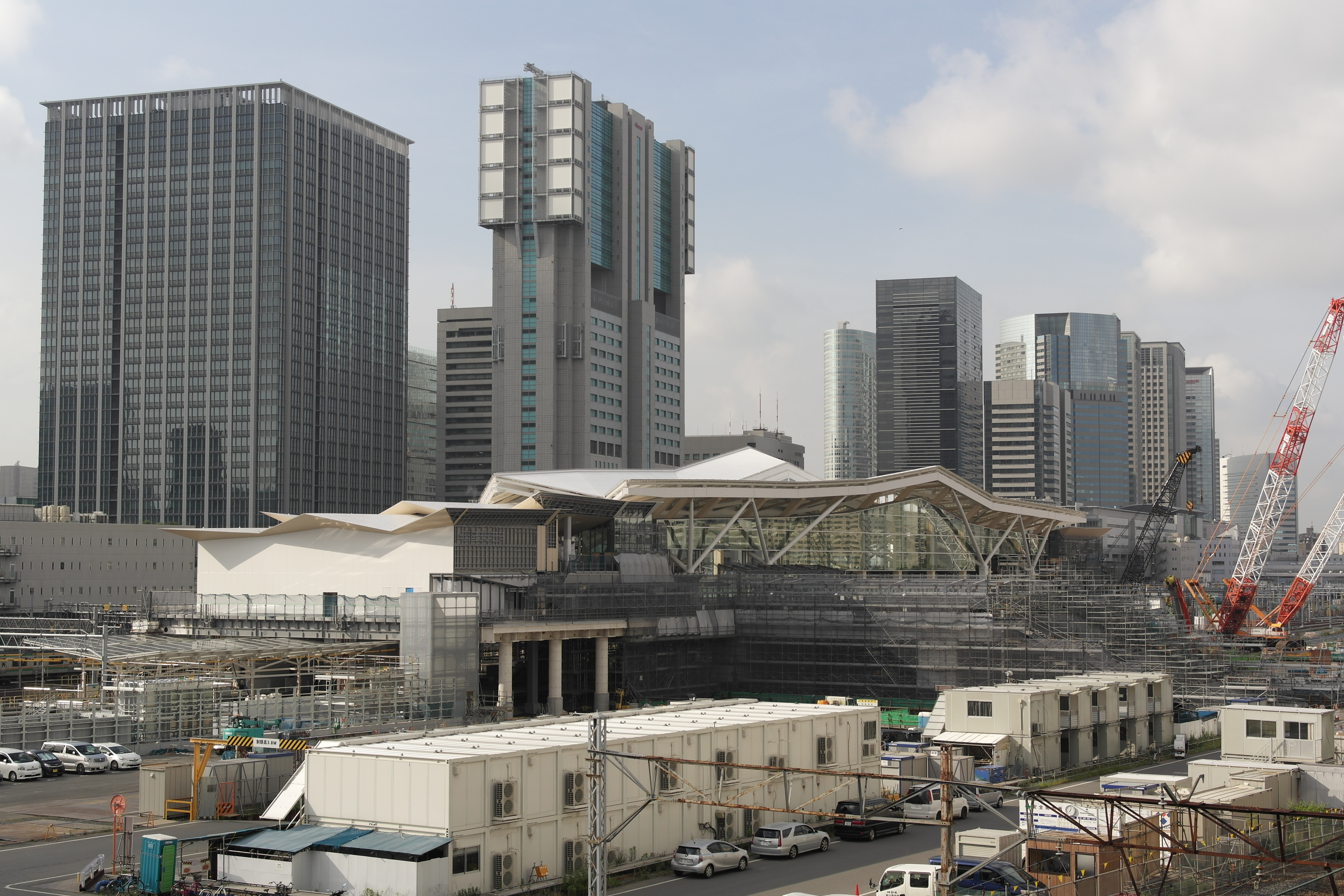
2019年6月撮影 同左

## 駅構造
JR東日本ステーションサービスが駅業務を受託している品川駅管理の業務委託駅である。島式ホーム2面4線を有する地上駅である。
駅舎は主に鉄骨造で地上3階、地下1階の橋上駅舎を有する。高さは約25メートル、長さは約120メートルあり、1階がホーム、2階が改札・改札外デッキ・コンコース・イベントスペース「鉄道テラス」（鉄道テラスにはステーションピアノを設置）、2・3階に店舗が入る。コンコース中央部には見通しが良く利用客が分かりやすい空間を実現するために広さ約1,000平方メートルの吹き抜けがある。2階にある広さ約300平方メートルほどのイベントスペース「鉄道テラス」からはホームや街の賑わいを望めるのに加え、隣接する車両基地に停車している電車などを眺めることができる。改札口や改札外デッキ、店舗は現時点で田町駅側のみ整備されており、品川駅側は本開業の2024年度（令和6年度）以降に整備される予定。
駅舎は駅を中心とする21世紀のアーバンデザインのモデルケースにしようと「駅まち一体」というテーマをもとに設計され、デザインアーキテクトは国立競技場などで実績のある隈研吾が、照明デザインは面出薫が担当している。国際交流拠点の中核施設として「Japan Value」を発信していくため、鉄道に関わる安全性や高い技術品質を守りつつ、折り紙をモチーフとした大屋根や障子をイメージさせる膜、木といった素材（東日本大震災の被災地である宮城県南三陸町のスギ材）を使用することにより日本的な価値を体感できるものとなっている。開放的な空間を実現するため、コンコースやホームから空の色や雲の流れを確認できるように、屋根は光を透過させつつ熱は遮断する膜構造（ETFE膜を使用）を採用。また、カーテンウォールはガラスを使用し、併せて街との空間的な連続性を高めるため、風雨を遮る最低限の範囲に留めている。
駅正面看板のフォントには明朝体が使用されているが、明朝体採用の是非を巡って前述の駅名問題を再燃させた。
JR東日本は、次世代の駅へ向けての実証実験開催駅、新しい技術を導入するショールーム的存在としても位置付けている（実証実験の内容は後述参照）。QRコードを使った自動改札、人工知能（AI）案内ロボットの配置、無人コンビニエンスストア開設が行われている。なお、QRコードを使った自動改札の実証実験は、2020年（令和2年）9月15日 - 9月29日に実施された。駅ホーム照明にはパナソニックのPLCによる自動調光調色システムを採用し日中は昼白色、夕方からは電球色に調色される。
2025年3月27日のTAKANAWA GATEWAY CITYまちびらき（第1期）に合わせて新たに南口改札の供用を開始（従来の改札は北口に改称）、構内コンコースに休憩スペースのEki Parkを開設し、MAISON CLASSIC FACTORY、改札外にはイベントスペース「マチアイ」もオープン。

### のりば
| 番線 | 路線       | 方向   | 行先                       |
| ---- | ---------- | ------ | -------------------------- |
| 1    | 山手線     | 内回り | 東京・上野・巣鴨方面       |
| 2    | 山手線     | 外回り | 渋谷・新宿・池袋方面       |
| 3    | 京浜東北線 | 北行   | 東京・上野・浦和・大宮方面 |
| 4    | 京浜東北線 | 南行   | 品川・蒲田・横浜・大船方面 |

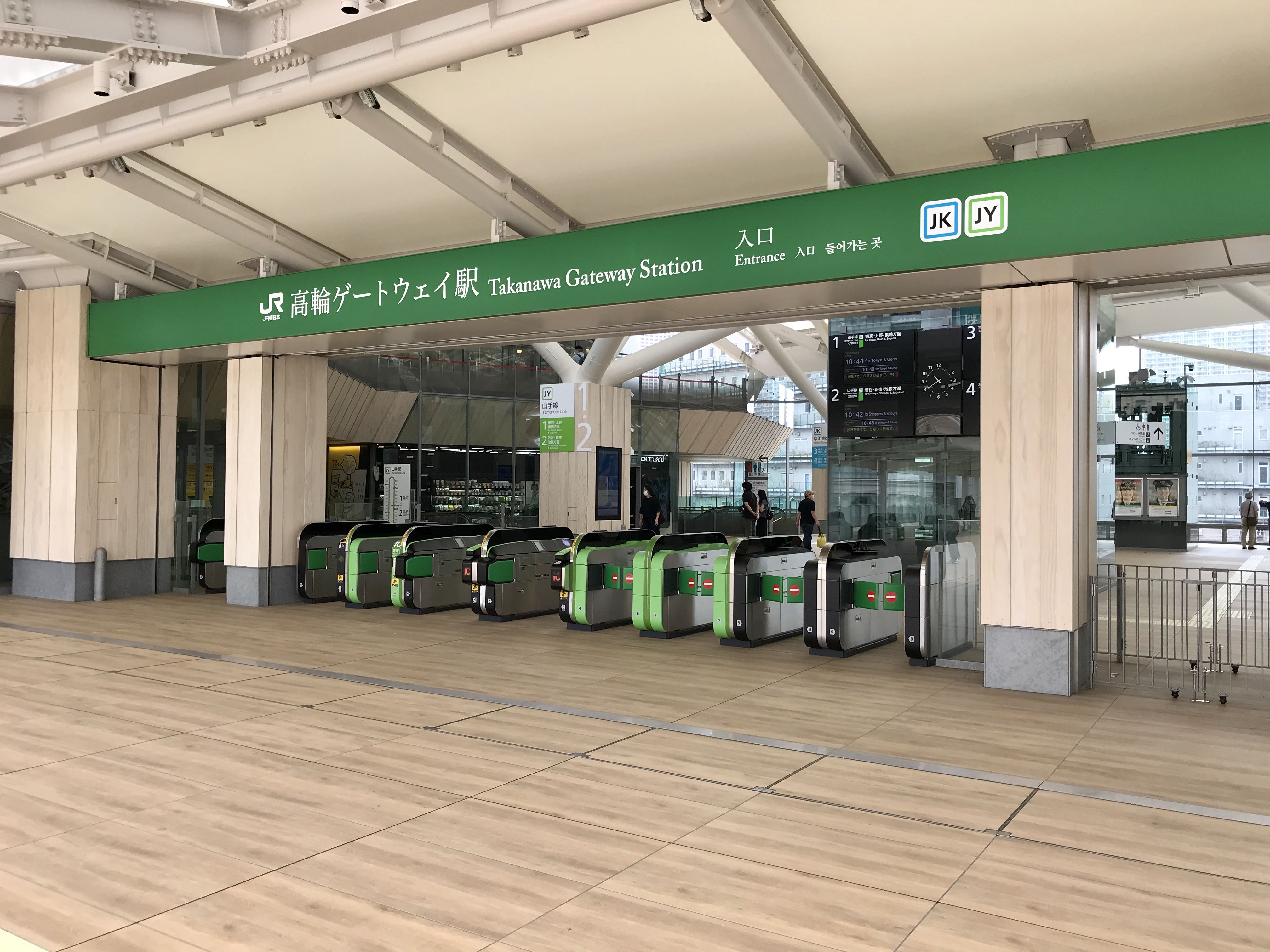
北改札口（2020年6月）
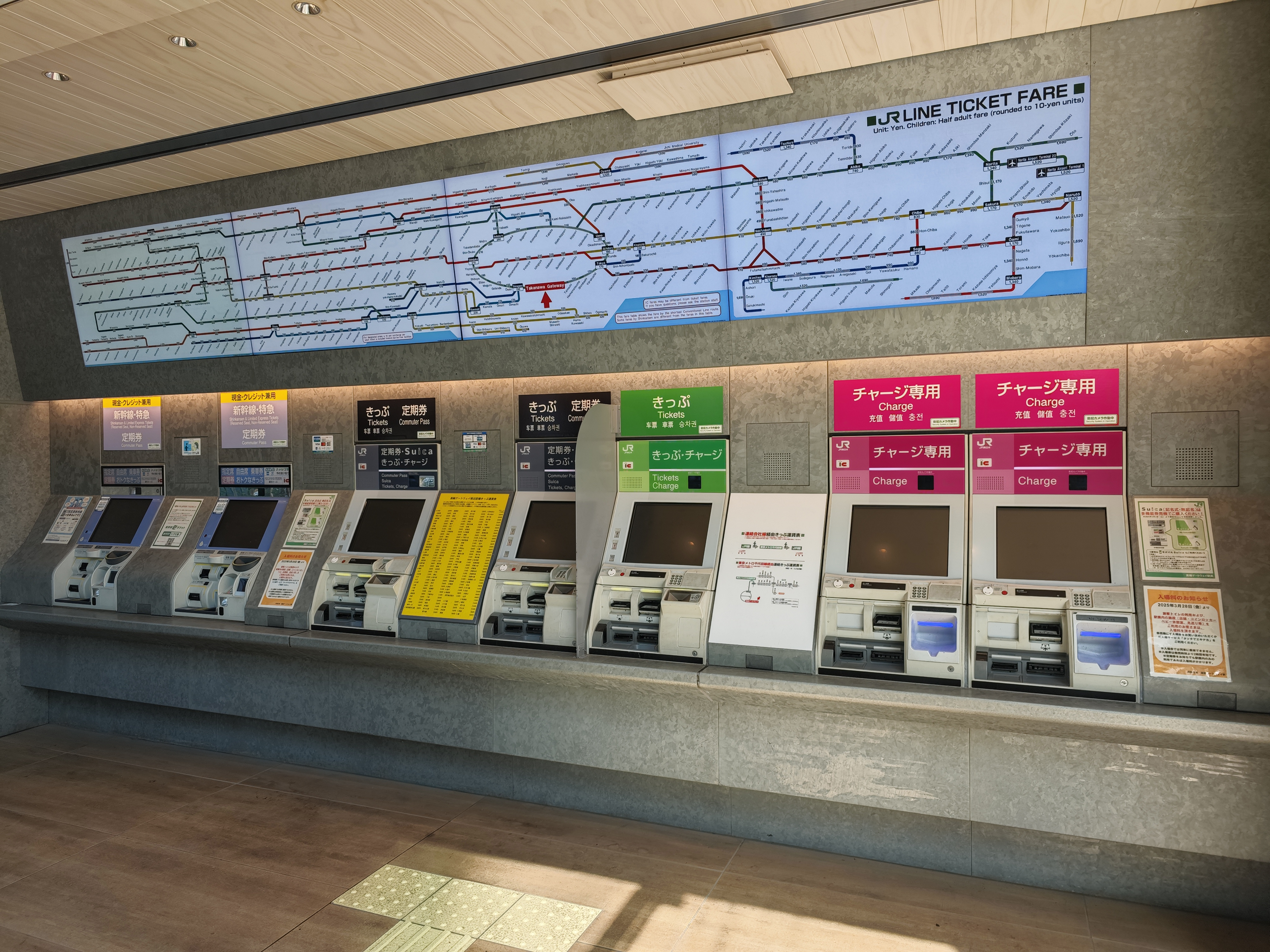
きっぷ売り場（2025年6月）
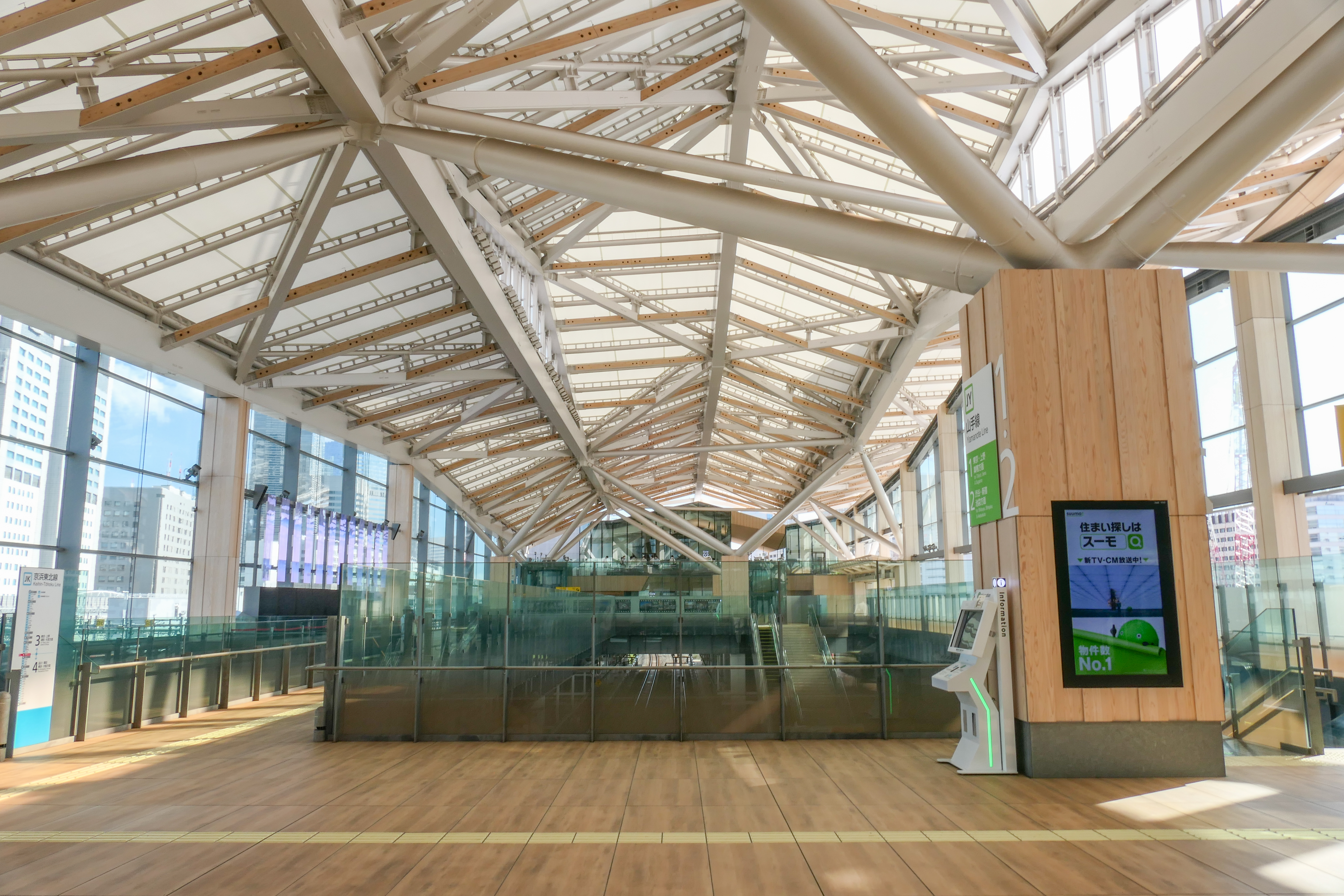
コンコース（2022年8月）
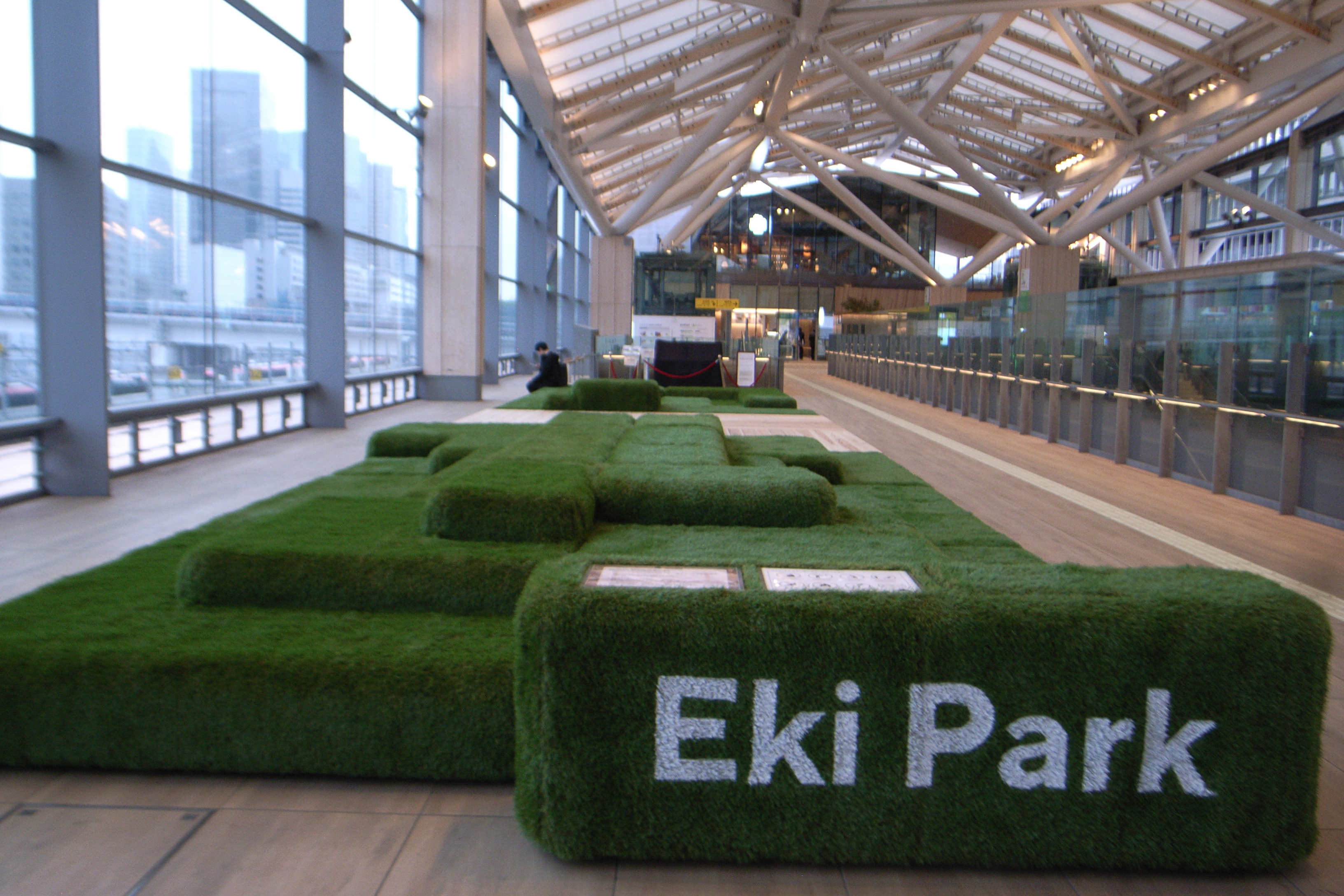
Eki Park（2025年3月）
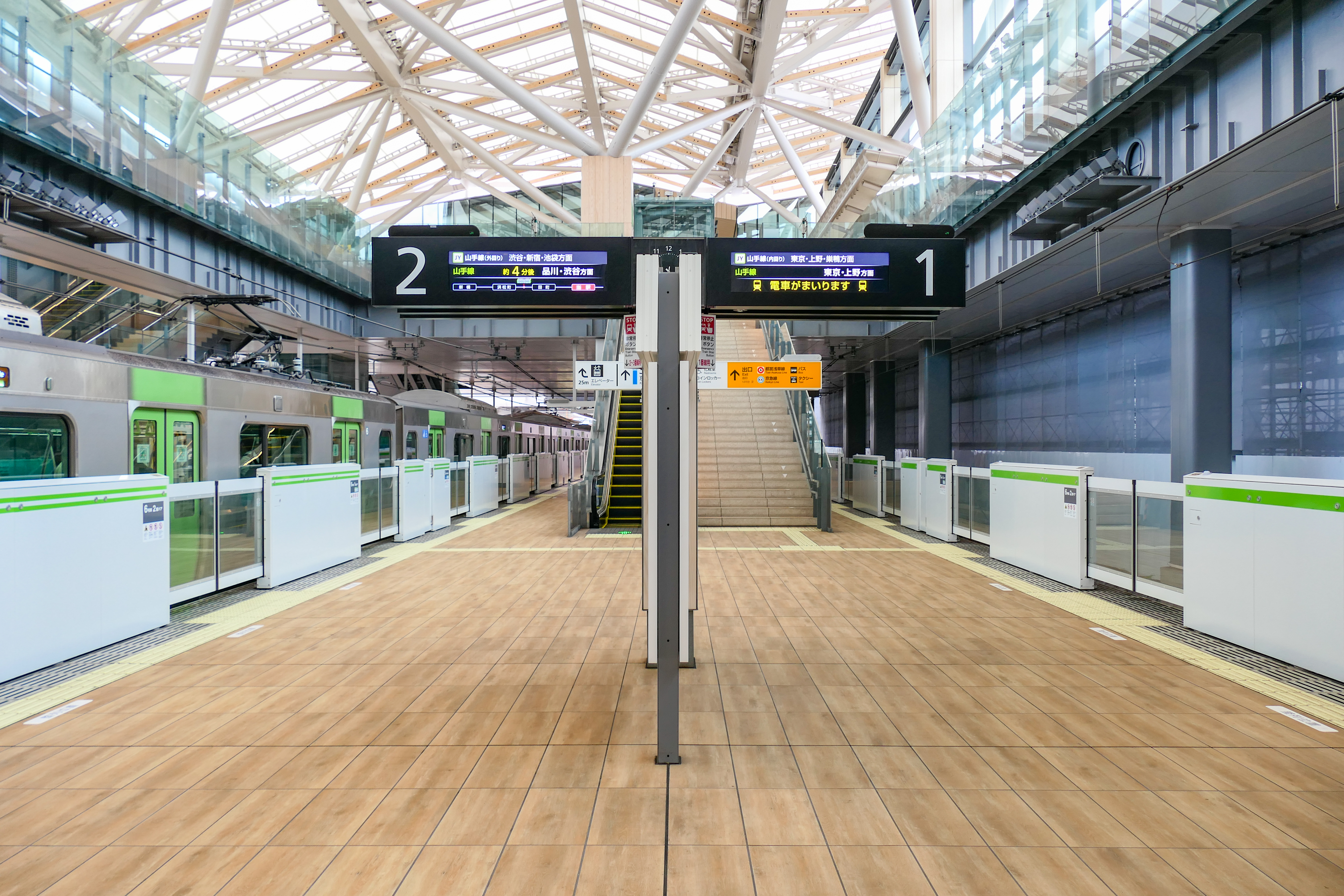
1・2番線ホーム（2022年6月）
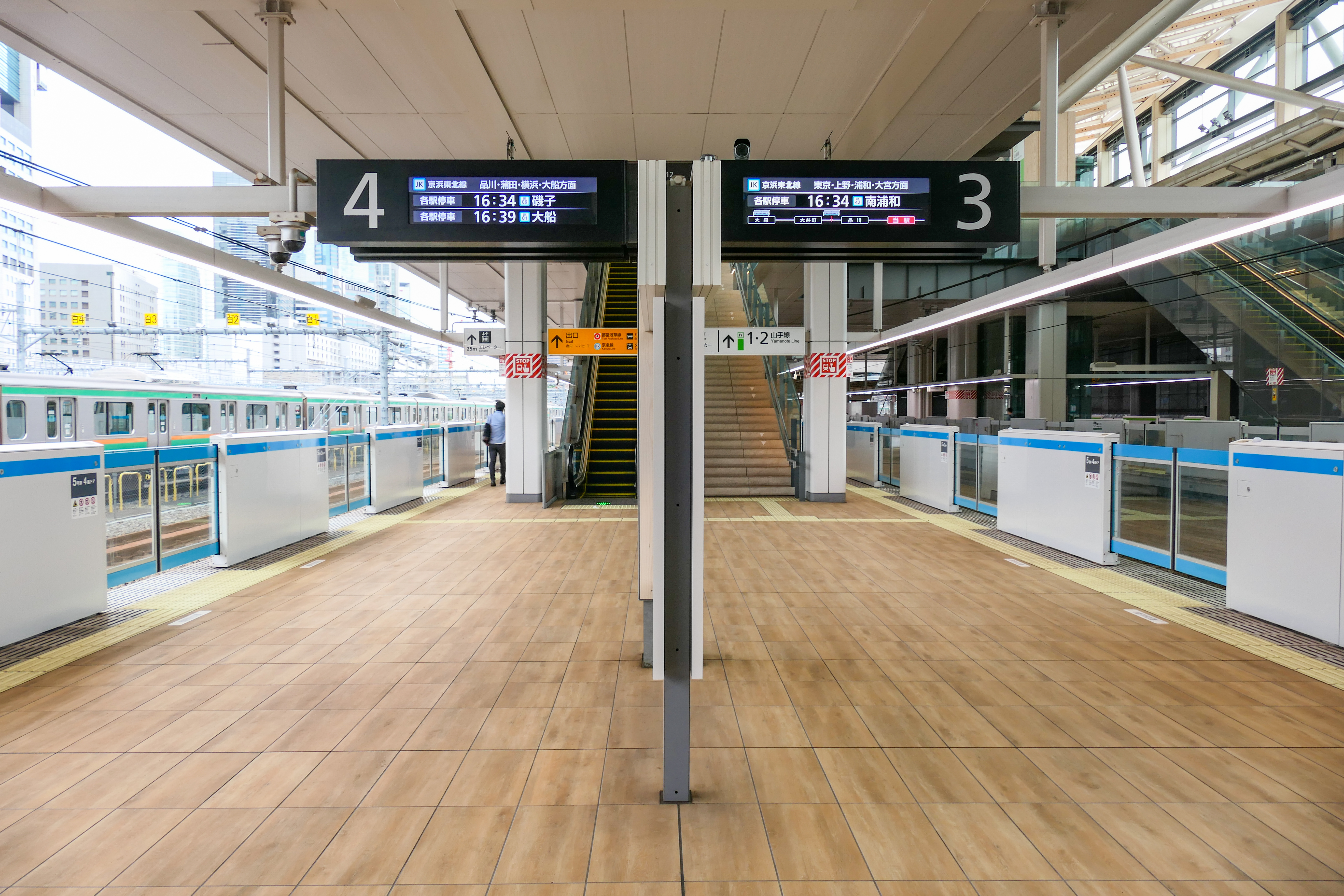
3・4番線ホーム（2022年6月）

### 発車メロディ
開業当初はスイッチ制作の汎用の発車メロディを使用していたが、全面開業日の2025年3月27日に、TAKANAWA GATEWAY CITYのオリジナルテーマ曲「Glorious Gateway -The Theme of TAKANAWA GATEWAY CITY-」（服部隆之作曲）に変更している。アレンジは番線ごとに異なっており、1番線ではNHK交響楽団が演奏した原曲の音源をそのまま使用している。
| 1 | JY | スイートコール     |
| 2 | JY | キッズステーション |
| 3 | JK | フラワーショップ   |
| 4 | JK | 恋の通勤列車       |

街開き後の発車メロディ
1番線
```
 Glorious Gateway -The Theme of TAKANAWA GATEWAY CITY- VerA
```

2番線
```
 Glorious Gateway -The Theme of TAKANAWA GATEWAY CITY- VerB
```

3番線
```
 Glorious Gateway -The Theme of TAKANAWA GATEWAY CITY- VerC
```

4番線
```
 Glorious Gateway -The Theme of TAKANAWA GATEWAY CITY- VerD
```

### 駅構内施設
- TOUCH TO GO - 人工知能（AI）を活用した無人決済店舗[報道 11]。
- スターバックス コーヒー 高輪ゲートウェイ駅店 - 駅ナカシェアオフィス「STATION WORK」のブース型「STATION BOOTH」を併設。他にも、半個室席やキャッシュレスの活用などの実証実験が行われている[報道 11][報道 14][注 10]。
- Partner Base Takanawa Gateway Station - 通常は非公開だが、ロボットやパーソナルモビリティの実証実験を行う際に、開放される場合がある[報道 22]。

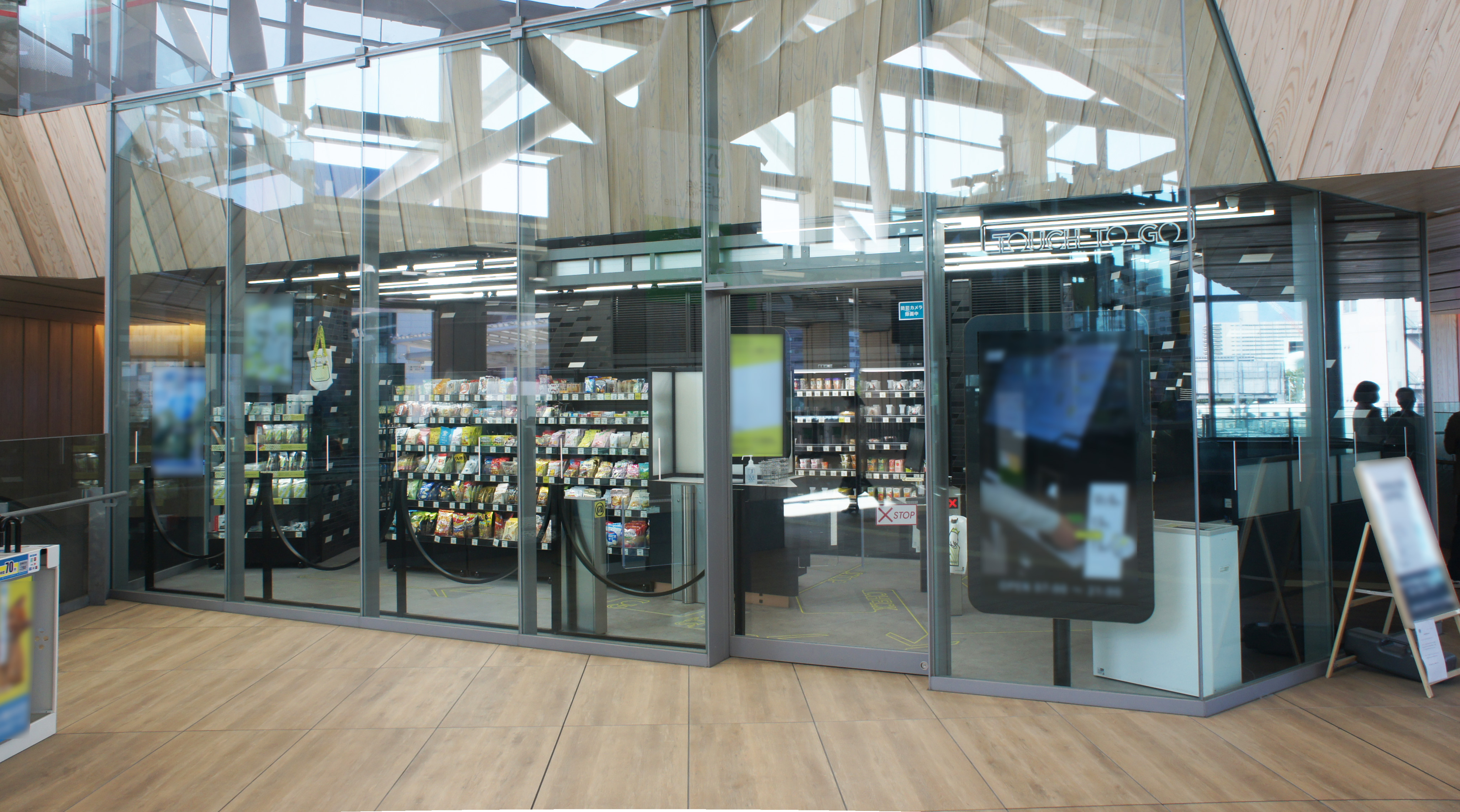
TOUCH TO GO
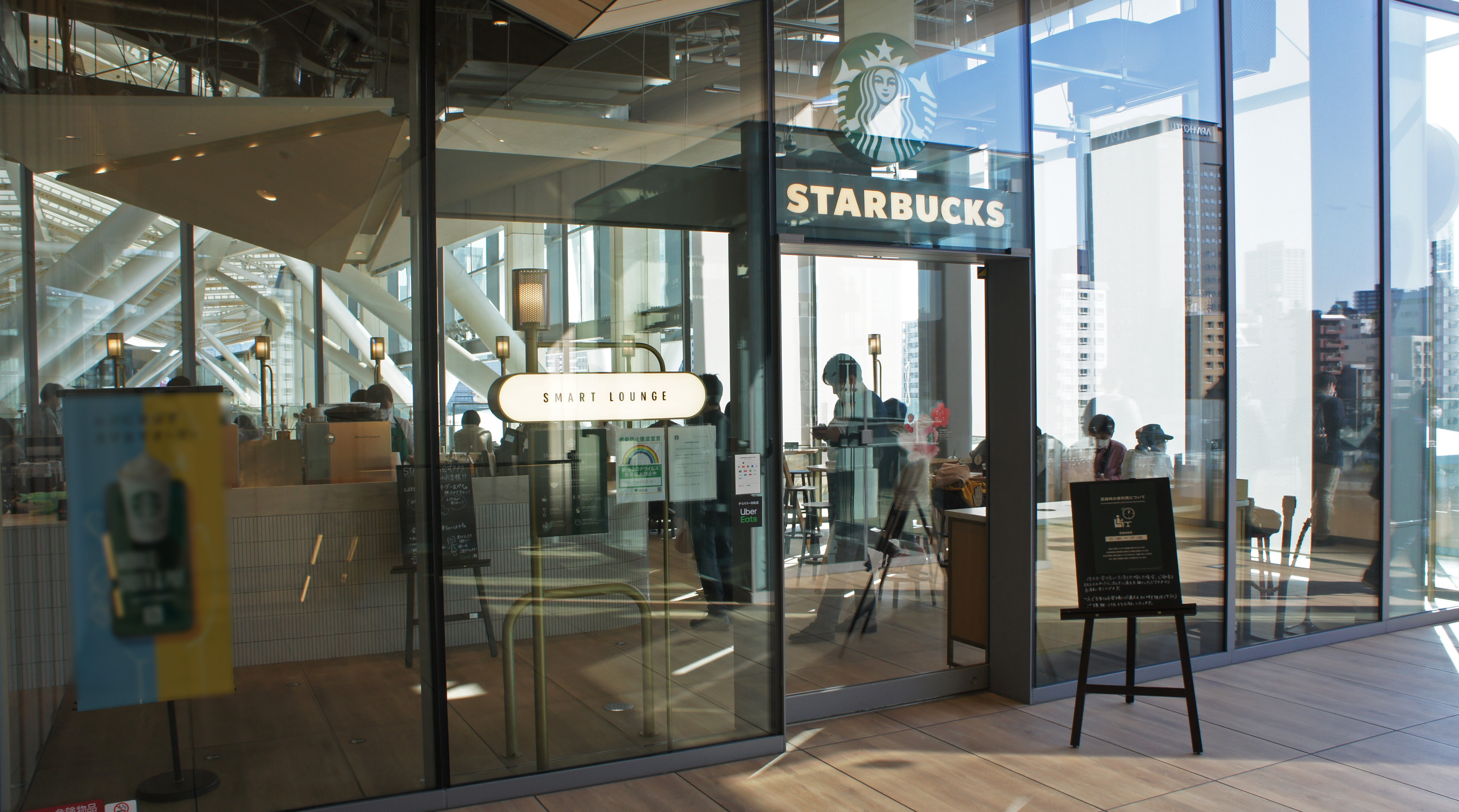
スターバックス コーヒー 高輪ゲートウェイ駅店
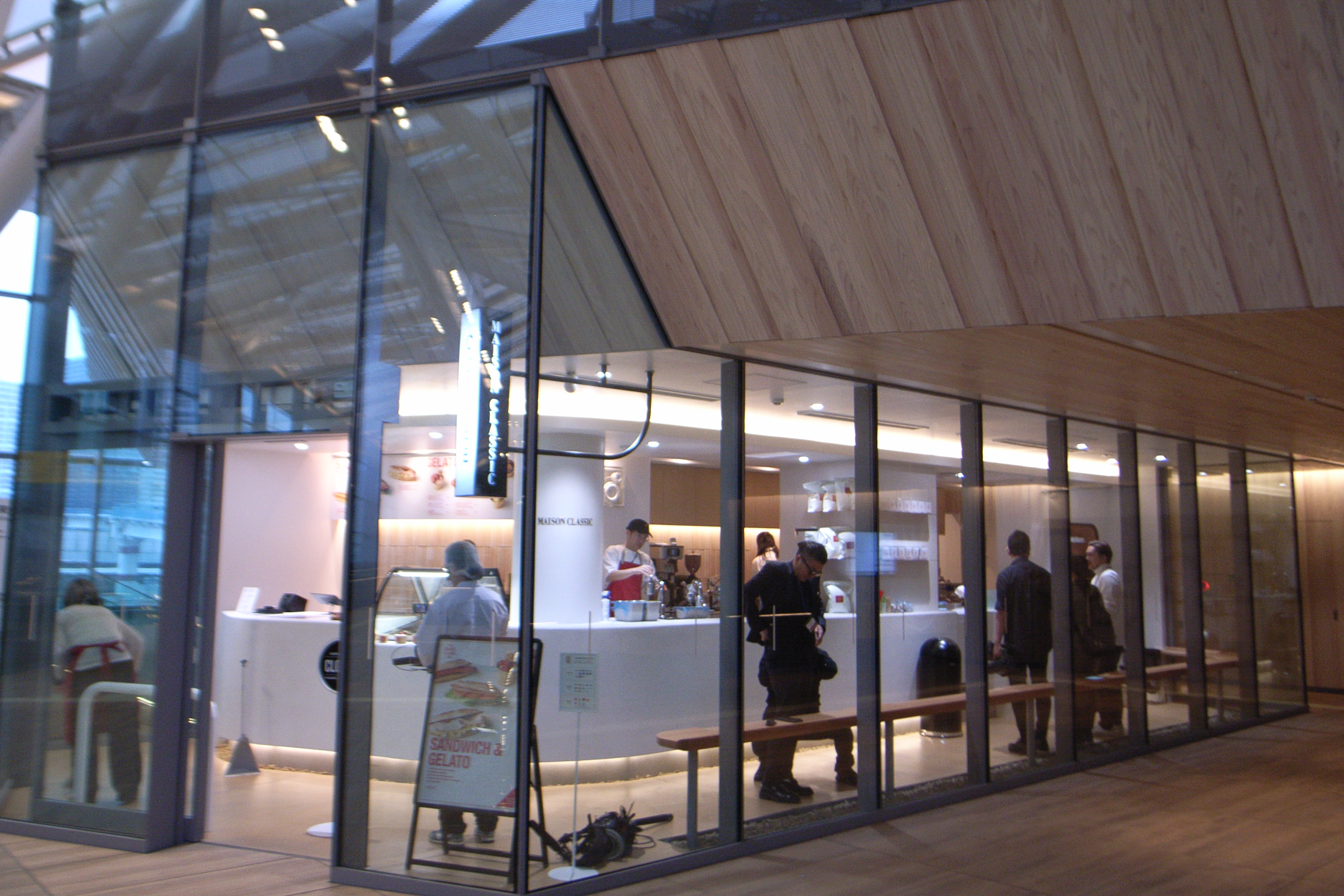
MAISON CLASSIC FACTORY
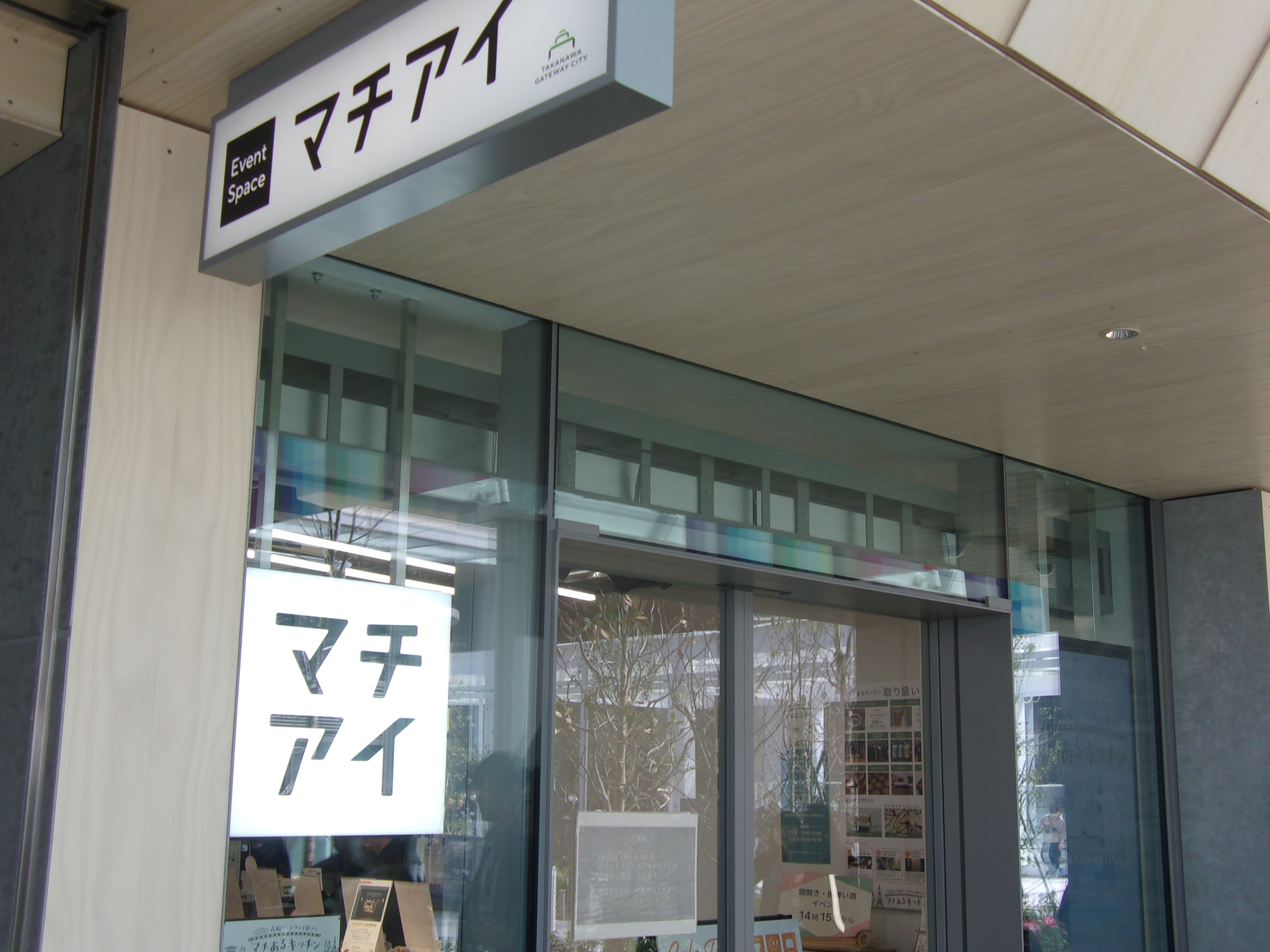
イベントスペース「マチアイ」（改札外）

## 利用状況
2023年度（令和5年度）の1日平均乗車人員は11,110人である。山手線の駅では最少、京浜東北・根岸線の駅では上中里駅に次いで少ない。また、東京都区内のJR駅の中でも越中島駅・上中里駅・尾久駅に次ぎ4番目に少ない。
開業1年目の1日平均乗車人員を2万3,000人とJR東日本は見込んでいたが、新型コロナウイルス感染症（COVID-19）の流行による外出の自粛やテレワークの普及などにより、開業から2月末までの乗降人員が計362万人となっており、当初見込みの2割程度と利用が伸び悩んでいる。
JR東日本は、今後のTAKANAWA GATEWAY CITYの発展により、恵比寿駅と同程度の13万人以上の乗車人員に増加すると見込んでいる。
なお、開業後の推移は以下のとおりである。
| 1日平均乗車人員推移 | 1日平均乗車人員推移 | 1日平均乗車人員推移 | 1日平均乗車人員推移 | 1日平均乗車人員推移 | 1日平均乗車人員推移 | 1日平均乗車人員推移 |
| 年度                | 定期外              | 定期                | 合計                | 出典                | 出典                | 出典                |
| 年度                | 定期外              | 定期                | 合計                | JR                  | 東京都              | 港区                |
| ------------------- | ------------------- | ------------------- | ------------------- | ------------------- | ------------------- | ------------------- |
| 2020年（令和02年）  | 2,767               | 4,017               | 6,785               | [ JR 2 ]            | [ 都 1 ]            | [ 港 1 ]            |
| 2021年（令和03年）  | 2,815               | 5,051               | 7,867               | [ JR 3 ]            | [ 都 2 ]            | [ 港 1 ]            |
| 2022年（令和04年）  | 3,224               | 6,022               | 9,247               | [ JR 4 ]            | [ 都 3 ]            | [ 港 1 ]            |
| 2023年（令和05年）  | 3,836               | 7,274               | 11,110              | [ JR 1 ]            | [ 都 4 ]            |                     |

## 駅周辺
- 泉岳寺駅 - 当駅から300メートルほどに位置する都営地下鉄浅草線・京急本線の駅。直接の連絡通路はなく、地上の道路を経由しての乗り換えとなる。都営浅草線のみ定期券での連絡運輸がある[2]。なお、再開発に伴い、当駅との歩行者デッキによる接続や泉岳寺駅ホームの拡張工事を行う予定[報道 23][26]。

- 泉岳寺
- 高野山東京別院
- 東禅寺
- 高輪神社
- 高輪皇族邸（旧高松宮邸）
- 高輪大木戸跡
- 柴田錬三郎旧居
- 国道15号（第一京浜）
- 伊皿子坂
- 桂坂
- 洞坂
- 東海大学高輪キャンパス
- 東海大学付属高輪台高等学校・中等部
- 明治学院大学白金キャンパス
- 明治学院高等学校
- 高輪中学校・高等学校
- 港区立高輪台小学校
- 駐日スリランカ大使館
- 駐日ウズベキスタン大使館
- 駐日エチオピア大使館
- 駐日マラウイ大使館
- NHK交響楽団本部
- 高輪警察署
- 都シティ 東京高輪
- 泉岳寺駅前郵便局
- 高輪二郵便局
- バンダイナムコ未来研究所（バンダイナムコホールディングスほか、バンダイナムコグループ各社）

### バス路線
東急バスの「高輪ゲートウェイ駅」停留所が設けられており、以下の路線が発着している。2022年（令和4年）11月1日の開設時には駅前の道路に停留所があったが、駅周辺工事の進捗に伴い2023年（令和5年）3月1日より第一京浜上に臨時移設されている。
- 渋43：渋谷駅行・清水行[28]
- 井50：武蔵小山駅行（平日のみ運行）

また、駅の間近を通る第一京浜と東京都道415号線上に「泉岳寺前」停留所、第一京浜上に「高輪北町」停留所があり、以下の都営バス（東京都交通局）の路線が発着している。
- 反96：六本木ヒルズ行 / 五反田駅行・品川車庫前行[29]
- 品97：新宿駅西口行・青山一丁目駅前行[29] - 同系統の品川駅高輪口行は高輪警察署前経由となるため、泉岳寺前および高輪北町には停車しない。

### アクセス

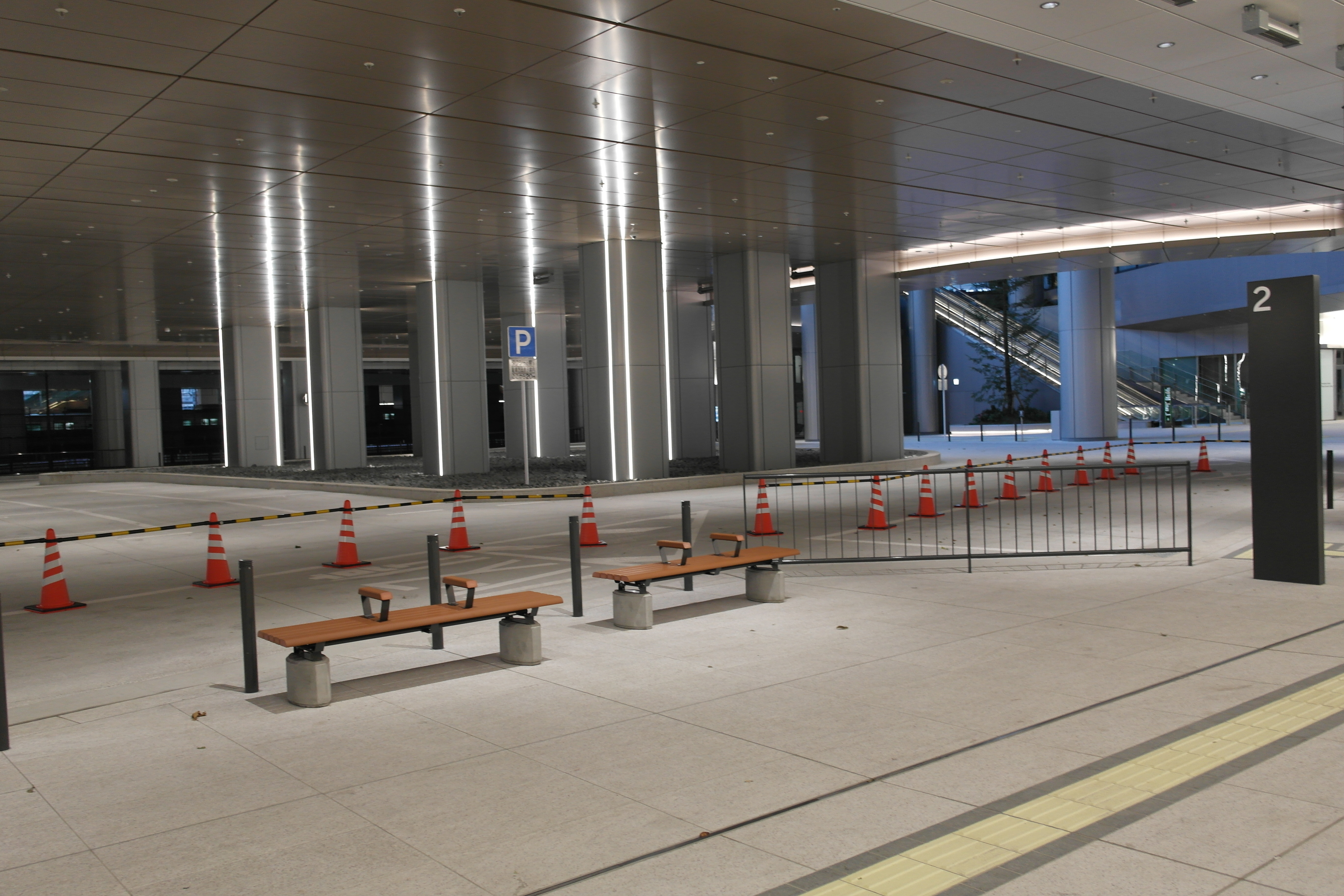
バス停の準備も進むTAKANAWA GATEWAY CITY交通広場

外部から駅へのアクセスは、高輪側の第一京浜（国道15号）泉岳寺交差点から、港区補助線街路第332号および区画道路3号（計画段階と工事用の取付道路としては特別区道1号および193号）が駅前へ引き込まれている。
駅前広場となるTAKANAWA GATEWAY CITY THE LINKPILLAR 1 南北両棟間のGateway Park（地上2階部分のデッキブリッジ）の下にタクシーロータリーとなる交通広場が整備。将来的にはちぃばすの乗り入れを検討している。
2025年3月27日のTAKANAWA GATEWAY CITY1期区画開業に合わせて新設された南改札を出ると東西自由通路となり（東側へは工事中）、TAKANAWA GATEWAY CITY THE LINKPILLAR 1 SOUTH脇から補助線街路第332号へと下りられる。将来的には東側へも延伸し（総延長240ｍ）、東海道新幹線上を跨ぐ歩行者専用の線路跨線橋（新駅東側連絡通路）として芝浦・港南側の特別区道第241号へ抜ける計画となっており（特別区道第241号を跨ぎ芝浦中央公園への接続も検討）、品川駅東口（港南口）の地下に設けられる中央新幹線や品川駅北側で路線を越える東京都市計画道路幹線街路環状第4号線（環四）との接点にもなる。これは駅施設としての整備事業ではなく、公道敷設として行われるものとなる。

## 再開発事業

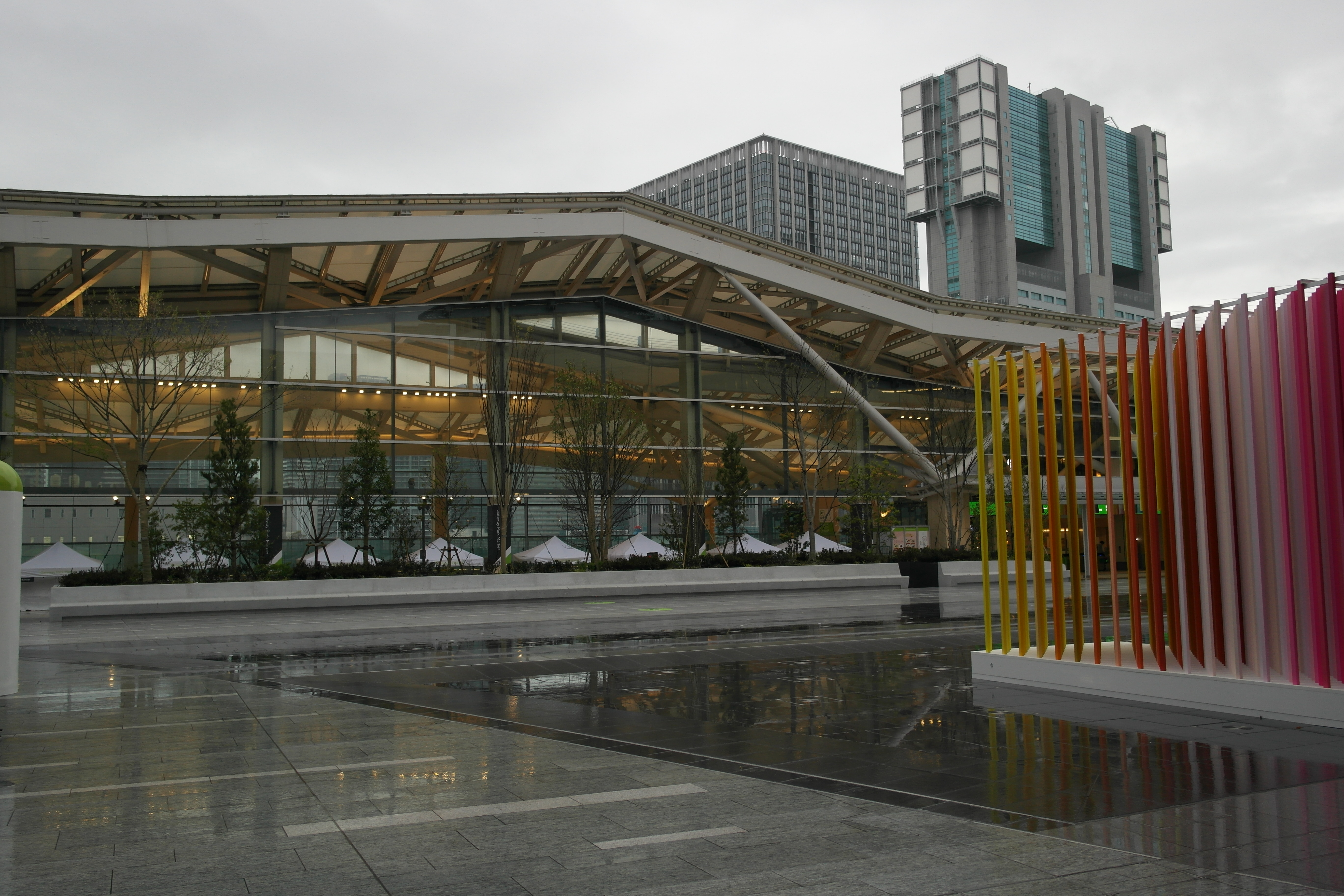
2025年3月27日から開放された駅前広場のTAKANAWA GATEWAY CITYゲートウェイパーク

駅名の決定にあたり、JR東日本は「この地域は、古来より街道が通じ江戸の玄関口として賑わいをみせた地」であることを理由とした。本駅の西側を走る国道15号（第一京浜）沿いには、かつての江戸府内から東海道への出入口にあたる高輪大木戸跡がある。
今後、JR東日本は周辺地区を「グローバルゲートウェイ品川」として、5000億円を投じて再開発。オフィスやホテル、商業施設を含む高層ビル7棟を完成させ2024年ごろに街開き予定。再開発はJR東日本と都市再生機構（UR都市機構）が協力して進める。2018年8月にJR東日本から都市再生特別地区（品川駅北周辺地区）都市計画（素案）の概要が公表された。第I期の計画は、東京都港区港南二丁目、芝浦四丁目、高輪二丁目および三田三丁目各地内で、区域面積は約9.5ヘクタール。田町よりから当駅周辺まで4つの街区に分け、予定工期は2019年度から2024年度までの6年間としている。2020年4月3日に国土交通大臣が都市計画を認可し、工事に着手した。しかし、のちに再開発地区で発見された高輪築堤の保存のため、再開発ビル4棟のうち1棟の設計の見直しや計画変更手続きを今後行う予定である。

## 実証実験・イベント

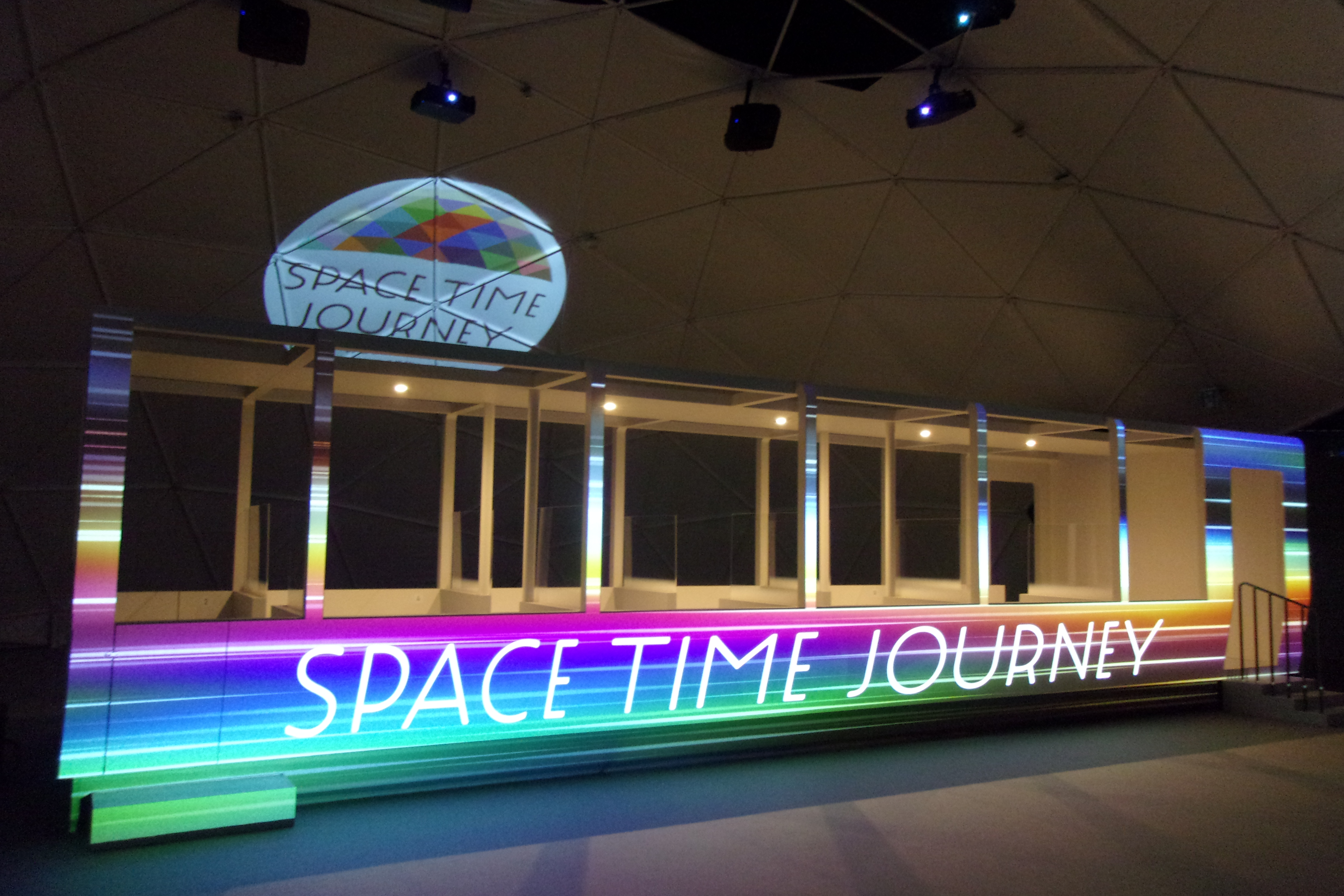
Takanawa Gateway Fest(2020年)の一幕

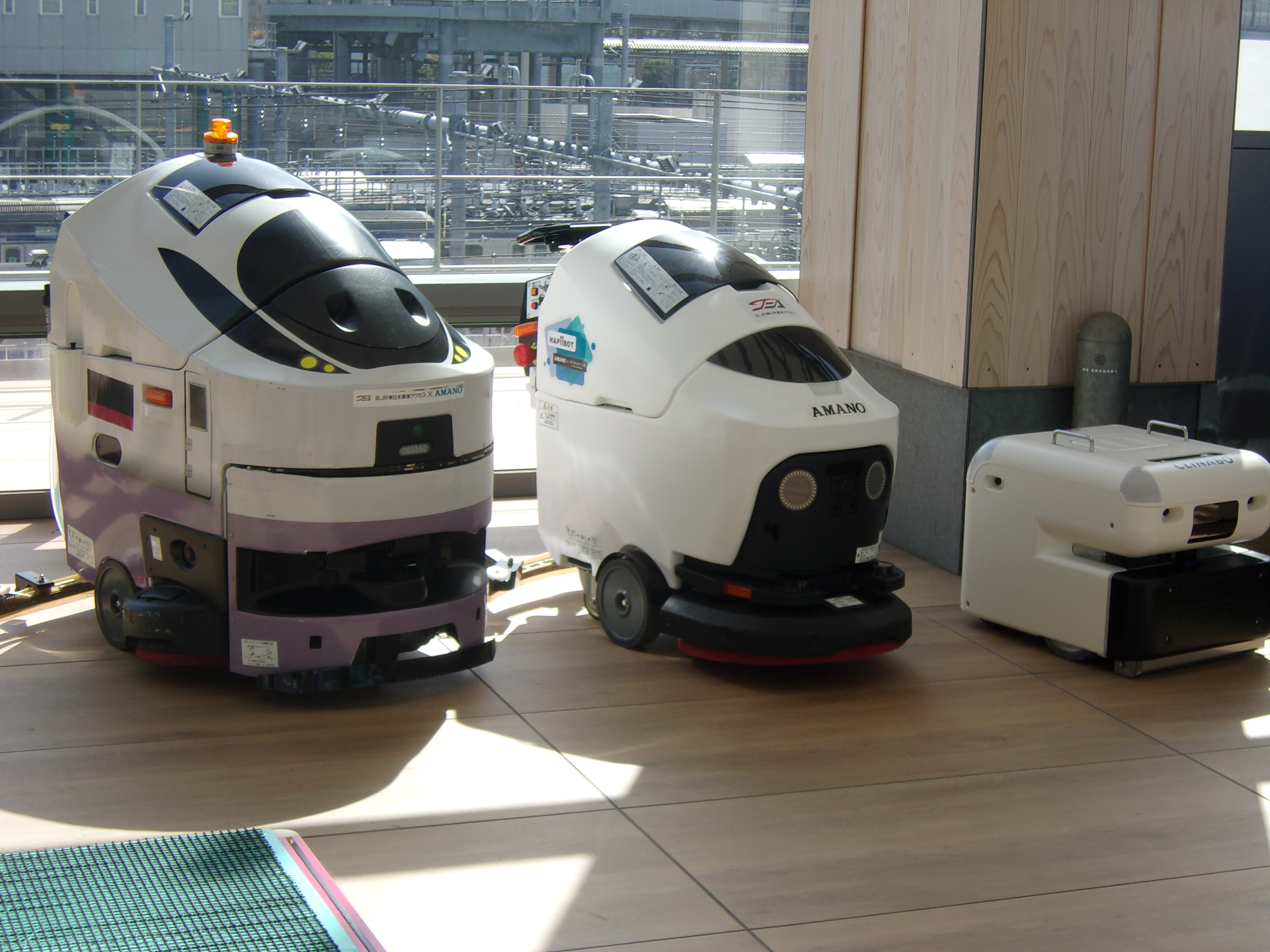
構内で働くお掃除ロボ

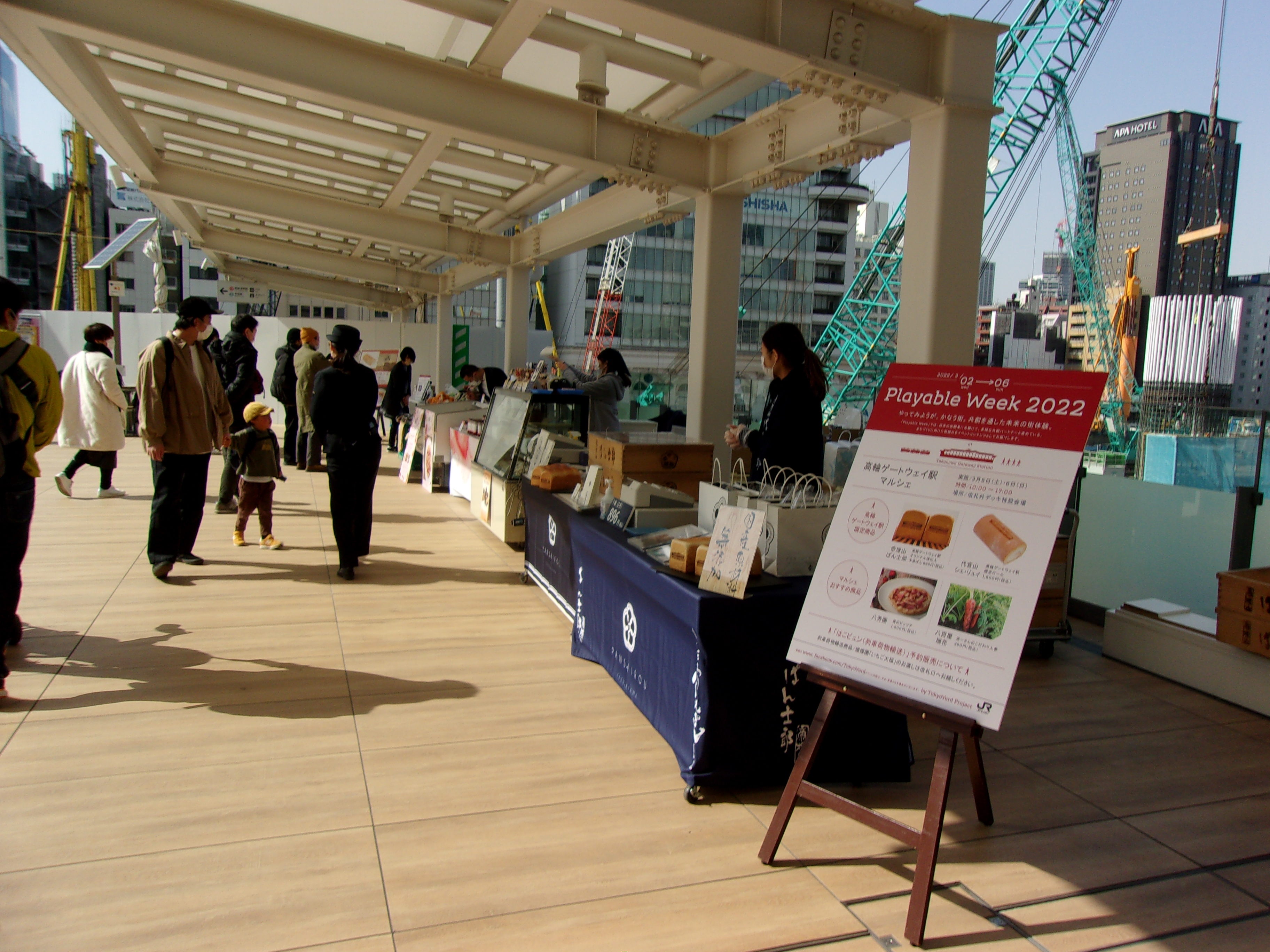
Playable Week(2021年)

- 当駅開業時より、人工知能（AI）を活用した案内、不審物検知を行う警備、駅構内の清掃、移動案内や広告宣伝を行うロボットの実証実験が実施されている（駅構内店舗については前節参照）[報道 16]。
- 当駅開業に併せて、期間限定で駅前に設置される特設会場にて、未来の様子を体験できるパビリオン、最新映像技術を用いたデジタルアートミュージアム、日本では初上陸となる屋外インスタレーション、パーソナルモビリティの試乗などを体験できる「Takanawa Gateway Fest」が開催された[報道 26]。期間は2020年（令和2年）7月14日 - 9月6日で、事前予約制であった[報道 26][注 12]。
- 2020年（令和2年）7月より、2024年度（令和6年度）に予定されているまちびらきへの導入を目指し、ロボットやパーソナルモビリティなどを活用した実証実験が実施されている。2020年（令和2年）7月より順次、消毒作業、手荷物や軽食・飲料の搬送を行うロボット、立ち乗りタイプや車いすタイプのパーソナルモビリティの移動支援といった実験が実施された[報道 22][新聞 26]。2020年（令和2年）12月以降の実証実験では、新たに、遠隔地での体験を実現するアバターロボット、窓拭き清掃や協働運搬を行うロボット、移動支援を行うキックボード、歩行支援を行うパワードスーツ、非接触でエレベーターの移動支援を行うシステムが活用される[報道 29]。
- 2020年（令和2年）10月24日 - 25日には当駅改札外デッキにて、新幹線荷物輸送やアバターロボットを活用した購買体験を提案する次世代型マルシェ「高輪ゲートウェイ駅ポケマルシェ」が開催された[報道 30]。実施にあたっては、JRE MALLから事前予約しての購入（商品は新幹線での荷物輸送を実施した上で「高輪ゲートウェイ駅ポケマルシェ」での受け取り）、「高輪ゲートウェイ駅ポケマルシェ」へ直接来場しての購入といった2種類の方法が活用された[報道 30]。2020年（令和2年）12月4日 - 5日の開催時には、前述の購買体験に合わせて、アバターロボットや軽食・飲料配送、協働運搬、検温、サイネージを行うロボットのデモンストレーションが実施された[報道 29]。翌2021年（令和3年）1月9日 - 10日、2月6日には、新型コロナウイルス感染症（COVID-19）の拡大防止を理由に、新幹線輸送を活用した商品の予約販売のみの実施となった[報道 31][報道 32][注 13]。2021年（令和3年）3月13日の開催時にも、新幹線輸送を活用した商品の予約販売のみの実施が予定されている[報道 15]。
- 2020年（令和2年）12月1日 - 2021年（令和3年）1月31日には、人工知能（AI）を活用した非接触型ディスプレイを試行設置[報道 33]。画面に触れずに操作するセンサー式、画面に手を近付けて指を動かして操作するカメラ式といった2種類の方式が試験された[報道 33]。このほか、2020年（令和2年）12月中旬には、一部の改札業務をAIと駅員が連携して対応する実証実験が実施されている[報道 33]。
- 2021年（令和3年）3月8日 - 3月14日には、当駅開業1周年を記念したイベント「Playable Week」を開催[報道 15]。内容としては、LGBTQの人間を中心にポートレート撮影を目的とするプロジェクト「OUT IN JAPAN」による写真展の展示、当駅周辺の街歩きイベント、高輪ゲートウェイポケマルシェ（詳細は前述）、実証実験用ロボットのデモンストレーション、Station Piano[注 14]のオンライン配信、枯れない花瓶のサステナブルツリーの展示が行われた[報道 15]。

## 隣の駅
東日本旅客鉄道（JR東日本）
 京浜東北線
■快速・■各駅停車
田町駅 (JK 22) - 高輪ゲートウェイ駅 (JK 21) - 品川駅 (JK 20)
 山手線
田町駅 (JY 27) - 高輪ゲートウェイ駅 (JY 26) - 品川駅 (JY 25)

### 記事本文